# 芳井研一
芳井 研一（よしい けんいち、1948年2月 - ）は、日本の歴史学者。新潟大学名誉教授。博士（社会学）（一橋大学、2000年）。石川県金沢市出身。
専門は日本近現代史。藤原彰に師事。元新潟史学会会長。

## 略歴

### 学歴
- 1966年  石川県立金沢泉丘高等学校卒業
- 1970年 一橋大学社会学部卒業
- 1975年 一橋大学大学院社会学研究科博士課程単位取得退学

### 職歴
- 1979年 新潟大学法文学部助教授
- 1980年 新潟大学人文学部助教授
- 1992年 新潟大学人文学部教授
- 2003年 新潟大学永年勤続者表彰
- 2005年 新潟大学人文学部長、新潟大学附置環東アジア研究センター長
- 2013年 定年退職、新潟大学人文社会・教育科学系フェロー、新潟大学永年勤続者表彰
  - この間公益財団法人新潟市芸術文化振興財団理事、日本学術振興会科学研究費委員会審査第二部会史学小委員会幹事なども務めた[2]。

## 家族
妻の芳井幸子も藤原彰門下の歴史学者。日本近現代史を専攻している。

## 著書
- 『環日本海地域社会の変容　－「満蒙」・「間島」と「裏日本」－』（青木書店、2000年）
- 『「日本海」という呼称』（新潟日報事業社、2002年）
- 『近代日本の地域と自治　－新潟県下の動向を中心に－』（知泉書館、2008年）
- 『難民たちの日中戦争　－戦火に奪われた日常－』(吉川弘文館、2020年)